# TNA Hardcore Justice
Hardcore Justice, originalmente conocido como Hard Justice es un evento producido por la empresa de lucha libre profesional Total Nonstop Action Wrestling (TNA). Desde 2005 hasta 2012, el evento fue emitido como pago por visión. Sin embargo, en 2013 fue cambiado a un programa de televisión.

## Historia
El evento fue introducido en la programación de la TNA como Hard Justice en mayo de 2005. Este evento se realizó a la memoria de Chris Candido, quien había fallecido unos días ants, pasando un video donde se encontraba una foto de él junto con parte de los Campeonatos en Parejas de la NWA, encima de una silla a medio ring, dando 10 campanadas. Al año siguiente, fue traspasado a agosto. Este evento se mantuvo así hasta 2010, año en que la empresa contrató a varios luchadores de la antigua empresa Extreme Championship Wrestling. Ese año, decidieron hacer del PPV un homenaje a la ECW, convocando a muchos luchadores de la empresa. Debido a que la ECW era conocida por su estilo de lucha viiolento y agresivo (Hardcore en inglés) se cambió el nombre a TNA HardCORE Justice. El año siguiente, a pesar de no haber ningún tipo de homenaje a la ECW, la TNA mantuvo el nombre, arreglando la grafía a TNA Hardcore Justice. El 11 de enero de 2013, la TNA anunció un cambio en la programación de sus PPVs para reducir sus PPVs a cuatro, cancelando el evento. Sin embargo, en verano de 2013, TNA anunció que Hardcore Justice volvería, esta vez como una edición especial de Impact Wrestling.
En 2015 se celebró la última edición de este.

## Resultados

### 2005
Hard Justice 2005 tuvo lugar el 15 de mayo del 2005 en Orlando, Florida.
- Dark match: Shark Boy derrotó a David Young.
  - Shark Boy cubrió a Young después de un "Dead Sea Drop".
  - Como consecuencia, Shark Boy ganó un puesto en el Gauntlet for the Gold.
- Team Canada (Petey Williams & Eric Young) (con Coach D'Amore) derrotaron a Apolo & Sonny Siaki. 
  - Williams cubrió a Siaki después de un "Brainbuster" de A-1.
- Michael Shane & Trinity derrotaron a Chris Sabin & Traci
  - Shane cubrió a Sabin después de un "Superkick".
- Raven derrotó a Sean Waltman en un Clockwork Orange House of Fun match.
  - Raven cubrió a Waltman después de un "back body drop" a través de la jalua de acero.
  - El oponente original de Raven era Jeff Hardy, que perdió su vuelo y fue remplazado por Waltman.
- Monty Brown & The Outlaw derrotaron a Diamond Dallas Page & Ron Killings.
  - Brown cubrió a Page después de un "Pounce".
  - El compañero original de Page era B.G. James.
- The Naturals (Andy Douglas & Chase Stevens) derrotó a America's Most Wanted (Chris Harris & James Storm) reteniendo los Campeonato Mundial en Parejas de la NWA.
  - Stevens cubrió a Storm con un "Small Package".
- Christopher Daniels derrotó a Shocker reteniendo el Campeonato de la División X de la TNA.
  - Daniels cubrió a Shocker después de un "Angel's Wings" desde la tercera cuerda.
- Abyss ganó el "Gauntlet for the Gold", ganando una oportunidad por el Campeonato Mundial Peso Pesado de la NWA.
  - Los otros luchadores fueron: Bobby Roode, Zach Gowen, Eric Young, Cassidy Riley, Elix Skipper, Shark Boy, A-1, Chris Sabin, Petey Williams, Sonny Siaki, Lance Hoyt, Michael Shane, Jerrelle Clarke, Mikey Batts, The Outlaw, Trytan, Ron Killings, Apolo y B.G. James.
  - Abyss cubrió a Killings después de un "Black Hole Slam"
- A.J. Styles derrotó a Jeff Jarrett (con Tito Ortiz como árbitro especial, ganando el Campeonato Mundial Peso Pesado de la NWA.
  - Styles cubrió a Jarrett después de un "Spiral Tap".

### 2006
Hard Justice 2006 tuvo lugar el 13 de agosto del 2006 en Orlando, Florida.
- Dark match: Ron Killings derrotó a A-1.
  - Killings cubrió a A-1 después de un "Axe Kick".
- Dark match: Sonjay Dutt & Cassidy Riley derrotaron a Jimmy Jacobs & El Diablo.
  - Dutt cubrió a Diablo después de un "standing shooting star press".
- Eric Young derrotó a Johnny Devine. 
  - Young cubrió a Devine después de un "Young Blood Neckbreaker".
- Hasta este punto, el evento fue suspendido por más de 20 minutos, debido a un incendió causado por el mal funcionamiento de la pirotecnia causada por un saco de arpillera en las vigas a la luz del fuego. La lucha entre America's Most Wanted ("Cowboy" James Storm & "Wildcat" Chris Harris"), The Naturals (Andy Douglas & Chase Stevens), The James Gang (B.G. James y Jesse James) y entre Kazarian y Matt Bentley, por limitaciones de tiempo.
- Chris Sabin derrotó a Alex Shelley (con Kevin Nash y Johnny Devine), ganando una oportunidad por el Campeonato de la División X de la TNA
  - Sabin cubrió a Shelley después de un "Cradle Shock"
  - Originalmente, Nash era el oponente de Sabin, pero fue sustituido por Shelley por una lesión de cuello.
- Abyss (con James Mitchell) derrotó a Brother Runt.
  - Abyss cubrió a Runt después de un "Black Hole Slam" sobre chinchetas.
- Samoa Joe derrotó a Rhino y Monty Brown en un Falls Count Anywhere.
  - Joe cubrió a Brown después de un "STO" en una mesa.
- Gail Kim derrotó a Sirelda.
  - Kim cubrió a Sirelda después de un "Neckbreaker".
- Senshi derrotó a Petey Williams y Jay Lethal reteniendo el Campeonato de la División X de la TNA.
  - Senshi cubrió a Lethal después de un "Canadian Destroyer" de Williams.
- A.J. Styles & Christopher Daniels derrotaron a The Latin American Xchange (Homicide & Hernández) (con Konnan) reteniendo los Campenonatos Mundiales en Pareja de la NWA.
  - Daniels cubrió a Homicide después de un "double team trip" y un "Crossbody".
- Jeff Jarrett (con Scott Steiner) derrotó a Sting (con Christian Cage) reteniendo el Campeonato Mundial Peso Pesado de la NWA.
  - Jarrett cubrió a Sting después de que Cage golpeara a Sting con una guitarra.

### 2007
Hard justice tuvo lugar el 12 de agosto del 2007 en Orlando, Florida.
Su frase fue : "All or Nothing...".
- Jay Lethal & Sonjay Dutt derrotaron a Triple X (Christopher Daniels & Senshi) (con Elix Skipper) y The Motor City Machine Guns (Chris Sabin & Alex Shelley).
  - Lethal cubrió a Daniels con un "roll-up".
- Kaz derrotó a Raven (con Havok y Martyr).
  - Kaz cubrió a Raven después de un "Big Boot".
- James Storm (con Jackie Moore) derrotó a Rhino en un Bar Room Brawl.
  - Storm cubrió a Rhino después de que lo golpeara con una botella de cerveza.
- The Latin American Xchange (Homicide & Hernández) derrotaron a The Voodoo Kin Mafia (B.G. James & Kip James) (con Roxy Laveaux).
  - Homicide cubrió a Kip James con un "Victory roll".
- Robert Roode (con Ms. Brooks) derrotó a Eric Young.
  - Roode cubrió a Young después de golpearlo con un puño de acero.
- Chris Harris derrotó a Black Reign por descalificación.
  - Reign fue descalificado por golpear al árbitro varias veces.
- The Steiner Brothers (Rick & Scott) derrotaron a Team 3D (Brother Ray & Brother Devon).
  - Scott cubrió a Devon después de un "Steiner Bulldog".
- Abyss, Andrew Martin & Sting derrotaron a Christian's Coalition (Christian Cage, A.J. Styles & Tomko) en un Doomsday Chamber of Blood Match.
  - Abyss cubrió a Styles después de un "Black Hole Slam" sobre vidrio roto
  - Como consecuencia, Abyss ganó una oportunidad por el Campeonato Mundial Peso Pesado de la TNA en No Surrender.
- El Campeón Mundial Peso Pesado de la TNA y Campeón del Triple Cinturón de la IWGP Kurt Angle derrotó a Samoa Joe ganando el Campeonato de la División X de la TNA y el Campeonato Mundial en Parejas de la TNA.
  - Angle cubrió a Joe después de golpearlo con una silla.
  - Todos los títulos estaban en juego.

### 2008
Hard Justice 2008 tuvo lugar el 10 de agosto de 2008 desde el Sovereign Bank Arena en Trenton, Nueva Jersey. El evento comenzó con la interpretación en vivo del tema "Ayayaya" por Filthee acompañado por Ice-T.
- Petey Williams derrotó a Consequences Creed reteniendo el Campeonato de la División X
  - Williams cubrió a Creed después de un "Canadian Destroyer".
  - Durante la lucha, Sheik Abdul Bashir y Rhaka Khan interfirieron ayudando a Williams.
- Taylor Wilde, Gail Kim & O.D.B. derrotaron a The Beautiful People (Angelina Love & Velvet Sky) y Awesome Kong (con Traci como árbitro especial)
  - Wilde cubrió a Love con un "Victory Roll".
- Beer Money, Inc. (Robert Roode & James Storm) derrotaron a The Latin American Xchange (Homicide & Hernández) ganando el Campeonato Mundial en Parejas de la TNA
  - Storm cubrió a Homicide después de que Roode lo golpeara con una botella.
  - Antes de la lucha, Filthee cantó el tema de LAX.
- Jay Lethal derrotó a Sonjay Dutt en un Black Tie Brawl and Chain Match
  - Lethal cubrió a Dutt después de una "Lethal Combination" seguida de un "Diving Elbow Drop".
- Christian Cage & Rhino derrotaron a Team 3D (Brother Ray & Brother Devon) en un New Jersey Street Fight
  - Rhino cubrió a Ray después de una "Frog Splash" de Cage desde lo alto de una escalera, seguido de un "Gore" a través de una mesa.
  - Después de la lucha, Johnny Devine acudió a atacar a Rhino & Cage, pero Abyss acudió a defenderlos.
- A.J. Styles derrotó a Kurt Angle en un Last Man Standing Match
  - Styles forzó a Angle a rendirse con el "Ankle Lock", pero no logró la cuenta de 10.
  - Angle cubrió a Styles después de un "Super Overhead Release German Suplex", pero no logró la cuenta de 10.
  - Angle cubrió a Styles después de un "Olympic Slam", pero no logró la cuenta de 10.
  - Styles cubrió a Angle después de una "Styles Clash", pero no logró la cuenta de 10.
  - Styles cubrió a Angle después de un "Super DDT", logrando la cuenta de 10 y ganando la lucha.
  - Después de la lucha, Styles atacó a Angle.
  - Posteriormente, Sting apareció aplicando un "Scorpion Death Drop" sobre Styles en la rampa de entrada.
- Samoa Joe derrotó a Booker T en un Six Sides of Steel Weapons Match reteniendo el Campeonato Mundial Peso Pesado de la TNA
  - Joe cubrió a Booker después de golpearlo con una guitarra.

### 2009
Hard Justice 2009 tuvo lugar el 16 de agosto de 2009 en la Zona de Impacto en Orlando, Florida. Todas las peleas eran a Reglas Hardcore
- Daniels derrotó a Suicide, Consequences Creed, Jay Lethal, Alex Shelley, Chris Sabin, D'Angelo Dinero y Amazing Red en un Steel Asylum match, siendo retador número 1 por el Campeonato de la División X de la TNA.
  - Daniels ganó la lucha al salir de la jaula.
  - Este fue el debut de Dinero en la TNA.
- Abyss derrotó a Jethro Holliday (c/Dr. Stevie)
  - Abyss cubrió a Holliday después de un "Black Hole Slam"
  - Después de la lucha, Stevie y Holliday se atacaron mutuamente.
- Hernández derrotó a Big Rob (c/ Brutus Magnus & Doug Williams), recuperando su maletín del Feast or Fired con una oportunidad por el Campeonato Mundial Peso Pesado de la TNA
  - Hernández cubrió a Terry después de un "Running Shoulder block".
- The British Invasion (Brutus Magnus & Doug Williams) derrotaron a Beer Money, Inc. (Robert Roode & James Storm), reteniendo los Campeonatos en Pareja de la IWGP
  - Williams cubrió a Roode con un "Roll Up".
- ODB & Cody Deaner derrotaron a Angelina Love & Velvet Sky (c/ Madison Rayne) ganando ODB el Campeonato Femenino de la TNA
  - Deaner cubrió a Sky con un "Roll Up"
- Samoa Joe (c/Taz) derrotó a Homicide ganando el Campeonato de la División X de la TNA
  - Joe forzó a rendirse a Homicide con la "Coquina Clutch"
- The Main Event Mafia (Booker T & Scott Steiner)(c/Sharmell) derrotaron a Team 3D (Brother Devon & Brother Ray) reteniendo el Campeonato Mundial en Parejas de la TNA. 
  - Devon cubrió a Booker T después de un "3D" y Steiner cubrió a Ray con un "Roll Up" al mismo tiempo
  - Los árbitros, tras mirar la repetición, dieron la victoria a Steiner y Booker T.
- Kevin Nash (c/Traci Brooks) derrotó a Mick Foley ganando el Campeonato de Leyendas de la TNA
  - Nash cubrió a Foley después de una distracción de Brooks.
  - Después de la lucha, Abyss acudió a salvar a Foley.
- Kurt Angle derrotó Sting y Matt Morgan reteniendo el Campeonato Mundial de la TNA
  - Angle cubrió a Morgan después de golpearle con una silla.

### 2010
Hardcore Justice 2010: The Last Stand tuvo lugar el 8 de agosto de 2010 en el Zona de Impacto en Orlando, Florida. El evento estuvo centrado en los antiguos luchadores de la Extreme Championship Wrestling (ECW). El escenario estuvo especialmente modificado, las luces eran de color negro y azul oscuro, no tuvo esquineros con TNA en ellos, y las faldas solo tenían HardCore Justice, en la entrada solo se colocaron bardas con alambres de púa, simbolizando a la vieja ECW. Los temas oficiales del evento fueron "Riot Maker" de Tech N9ne y "Parade of the Dead" de Black Label Society
- The FBI (Little Guido, Tony Luke & Tracy Smothers) derrotaron a Kid Kash, Simon Diamond & Johnny Swinger (10:45)
  - Guido cubrió a Diamond después de un "Inverted Double Underhook Facebuster"
- 2 Cold Scorpio derrotó a CW Anderson (6:48)
  - Scorpio cubrió a Anderson después de un "Inverted 450 Leg Drop".
- Stevie Richards (con Hollywood Nova y The Blue Tilly) derrotó a PJ Polaco (6:33)
  - Richards cubrió a Polaco después de un "Stevie Kick".
  - Después de la lucha, Polaco atacó a Richards con un palo de kendo, pero The Sandman atacó a Polaco.
- Rhino derrotó a Brother Runt y Al Snow en un 3 Way Dance Elimination Match (6:01)
  - Runt eliminó a Snow después de un "Dudley Dog".
  - Rhino eliminó a Runt después de un "Gore".
- Team 3D (Brother Devon & Brother Ray) (con Joel Gertner) derrotaron a Axl Rotten & Kahoneys en un South Philadelphia Street Fight Match (11.54)
  - Devon cubrió a Kahoneysdespués de un "Powerbomb" sobre una mesa con fuego de Ray.
  - Después de la lucha, New Jack & Mustafa atacaron a Team 3D.
- Raven derrotó a Tommy Dreamer en una Final Showdown Match con Mick Foley como árbitro especial (17:15)
  - Raven cubrió a Dreamer después de un "Evenflow DDT" sobre una silla de acero.
  - Durante el match Hollywood Nova y The Blue Tilly interfirieron en contra de Dreamer.
- Rob Van Dam derrotó a Sabu en un Hardcore Rules Match (17:13)
  - RVD cubrió a Sabu después de un "Five Star Frog Splash".
  - El rival original de Van Dam era Jerry Lynn, pero no pudo luchar por una lesión de espalda.
  - Bill Alfonso estuvo acompañando a los dos luchadores en este combate.

### 2011
Hardcore Justice 2011 tuvo lugar el 7 de agosto de 2011 en el Zona de Impacto en Orlando, Florida. 
- Brian Kendrick derrotó a Austin Aries y Alex Shelley reteniendo el Campeonato de la División X de la TNA (13:10)
  - Kendrick cubrió a Shelley después de un "Brainbuster" de Aries y un "Sliced Bread" de Kendrick sobre ambos.
- Tara & Miss Tessmacher derrotaron a Mexican America (Rosita & Sarita) reteniendo los Campeonatos Femeninos en Parejas de la TNA (7:08)
  - Tara cubrió a Rosita después de un "Widow's Peak".
- D'Angelo Dinero derrotó a Devon en un "Bound For Glory Series Match"(9:33)
  - Dinero cubrió a Devon von un "Small Package"
  - Como consecuencia, Dinero obtuvo 7 puntos.
- Winter (con Angelina Love) derrotó a Mickie James ganando el Campeonato Femenino de la TNA(8:58)
  - Winter cubrió a James después de un "Asian Mist".
- Crimson derrotó a Rob Van Dam (con Jerry Lynn) por descalificación en un "Bound For Glory Series Match"(8:40)
  - RVD fue descalificado después de que Lynn interfiriera en la lucha.
  - Como consecuencia, RVD perdió 10 puntos y Crimson obtuvo 10 puntos.
- Fortune (Kazarian, Chris Daniels & A.J. Styles) derrotaron a Immortal (Abyss, Gunner & Scott Steiner).(14:42)
  - Styles cubrió a Abyss después de un "Springboard Pelé Kick".
- Bully Ray derrotó a Mr. Anderson.(10:04)
  - Ray cubrió a Anderson después de un "Low Blow".
- Beer Money, Inc. (James Storm & Bobby Roode) derrotaron a Mexican America (Hernández & Anarquía) reteniendo el Campeonato Mundial en Parejas de la TNA (10:41)
  - Storm cubrió a Anarquía después de una "Last Call".
- Kurt Angle derrotó a Sting ganando el Campeonato Mundial Peso Pesado de la TNA. (15:22)
  - Angle cubrió a Sting después de un silletazo y un "Angle Slam".

### 2012
Hardcore Justice 2012 tuvo lugar el 12 de agosto de 2012 en el Zona de Impacto en Orlando, Florida. 
- Chavo Guerrero & Hernández derrotaron a Gunner & Kid Kash.
  - Guerrero cubrió a Kash después de un "Slingshot Shoulder Block" de Hernández y un "Frog splash"
- Rob Van Dam derrotó a Mr. Anderson y a Magnus en un Falls Count Anywhere match, ganado 20 puntos en el Bound For Glory Series.
  - RVD cubrió a Magnus después de un "Van Daminator".
  - D'Angelo Dinero debía participar en la lucha, pero fue atacado tras vastidores por Aces & 8s.
- Devon derrotó a Kazarian reteniendo el Campeonato Televisivo de TNA.
  - Devon cubrió a Kazarian después de un "Lifting Spinebuster".
- Madison Rayne derrotó a Miss Tessmacher, ganando el Campeonato Femenino de la TNA.
  - Rayne cubrió a Tessmacher con un "Roll-Up" usando las cuerdas como apoyo.
- Bully Ray derrotó a James Storm, Jeff Hardy y Robbie E en un Tables Match, ganando 20 puntos en el Bound For Glory Series.
  - Durante la pelea, Aces & 8s atacaron a Hardy y Robbie T intervino a favor de Robbie E.
  - Ray ganó después de aplicarle a Hardy una "Powerbomb" contra una mesa.
- Zema Ion derrotó a Kenny King, reteniendo el Campeonato de la División X de la TNA.
  - Ion cubrió a King después de un "Gory Bomb".
- A.J. Styles derrotó a Christopher Daniels, Samoa Joe y Kurt Angle en un Ladder match, ganando 20 puntos en el Bound for Glory Series.
  - Styles ganó la lucha tras descolgar el contrato.
- Austin Aries derrotó a Bobby Roode reteniendo el Campeonato Mundial Peso Pesado de la TNA
  - Aries cubrió a Roode con un "Roll Up"
  - Como consecuencia, Roode no podrá tener más peleas por el Campeonato Mundial Peso Pesado de la TNA mientras Aries sea campeón.

### 2013
Hardcore Justice (2013) (también llamado Impact Wrestling: Hardcore Justice) tuvo lugar el 15 de agosto de 2013 (con el evento siendo dividido entre las emisiones del 15 de agosto y 22 de agosto del programa televisivo semanal de TNA, Impact Wrestling). Fue el noveno evento en la cronología de Hardcore Justice. A diferencia de los anteriores eventos, este evento no fue celebrado en pago por visión (PPV), sino que, al igual que Destination X (2013), fue presentado como una edición especial del programa televisivo semanal de TNA, Impact Wrestling.
Grabados para Xplosion
- Christopher Daniels derrotó a Jay Bradley (8:31)
- Jay Bradley derrotó a Joseph Park (6:54)

Emitido el 15 de agosto
- Kazarian derrotó a A.J. Styles, Austin Aries y Jeff Hardy en un Ladder Match, ganando 20 puntos en el Bound for Glory Series (17:41)
  - Kazarian ganó tras descolgar el contrato.
- ODB derrotó a Gail Kim y Mickie James (6:46)
  - ODB cubrió a Kim después de un "Bam" contra una silla.
- Bobby Roode derrotó a Magnus, Mr. Anderson y Samoa Joe en un Tables Match, ganando 20 puntos en el Bound for Glory Series (10:21)
  - Roode ganó después de lanzar a Magnus contra una mesa.
- Bully Ray derrotó a Chris Sabin en un Steel Cage Match y ganó el Campeonato Mundial Peso Pesado de la TNA (18:23)
  - Ray cubrió a Sabin después de una "Bully Bomb"
  - Durante el combate, Mr. Anderson y Tito Ortiz interfirieron a favor de Ray y Rampage Jackson, a favor de Sabin.
  - Si Ray perdía, no podría luchar por el título de nuevo.

Emitido el 22 de agosto
- Extraordinary Gentlemen Organization (Kazarian & Bobby Roode) derrotaron a Gunner & James Storm (9:37)
  - Roode cubrió a Storm con un "Roll-Up"
- Manik derrotó a Sonjay Dutt (4:28)
  - Manik cubrió a Dutt después de un "Cradle Driver"
- Joseph Park (con Eric Young) derrotó a Christopher Daniels, Jay Bradley y Hernández en un Street Fight, ganando 20 puntos en el Bound for Glory Series (12:04)
  - Park cubrió a Bradley después de un "Black Hole Slam"
- Gail Kim derrotó a ODB (6:23)
  - Kim cubrió a ODB con un "Crucifix Pin"
- The Main Event Mafia (Sting, Samoa Joe, Magnus & Rampage Jackson) & A.J. Styles derrotaron a Aces & Eights (Wes Brisco, Garett Bischoff, Devon, Mr. Anderson & Knux) en un Loser of the Fall Must Leave TNA Match. (16:45)
  - Styles cubrió a Devon después de un "Styles Clash"
  - Como consecuencia, Devon abandonó TNA.
  - Originalmente, Kurt Angle debía luchar, pero fue ingresado en rehabilitación por su alcoholismo. Styles fue su sustituto.

### 2014
Hardcore Justice 2014 (conocido también como Impact Wrestling: Hardcore Justice) tuvo lugar el 5 de agosto de 2014 (siendo emitido el 20 de agosto) en la ciudad de Nueva York. Fue el décimo evento en la cronología de Hardcore Justice. Como el evento del año anterior, este evento no se llevó a cabo en pay-per-view (PPV) y en cambio fue presentado en una edición especial de la emisión semanal de Impact Wrestling.
- Bram derrotó a Abyss en un Stairway to Janice Match.
  - Bram cubrió a Abyss después de un "Low Bow" y un golpe con Janice.
- Samoa Joe derrotó a Low Ki, reteniendo el Campeonato de la División X de la TNA.
  - Joe cubrió a Ki después de un "Muscle Buster".
- Mr. Anderson derrotó a Samuel Shaw en un "I Quit" Match.
  - Anderson forzó a Shaw a decir "I Quit" con un "Corkscrew".
  - Antes de la lucha, Anderson y Shaw se atacaron tras bastidores.
- Gail Kim derrotó a Angelina Love (con Velvet Sky) en un Last Knockout Standing Match, reteniendo el Campeonato de Knockouts de la TNA.
  - Kim ganó cuando Love no se levantó a la cuenta de 10 después de un "Superplex" sobre una silla.
  - Durante la lucha, Sky interfirió a favor de Love.
- Bobby Roode, Eric Young, Gunner, Austin Aries, Magnus y James Storm terminaron sin resultado en un Six Sides of Steel Match por una oportunidad al Campeonato Mundial Peso Pesado de la TNA.
  - La lucha terminó sin resultado después de que Roode y Young escaparan de la jaula al mismo tiempo.

### 2015
Hardcore Justice 2015 (conocido también como Impact Wrestling: Hardcore Justice) tuvo lugar el 16 de marzo de 2015 (siendo emitido el 1 de mayo) en la Zona de Impacto en Orlando, Florida. Fue el undécimo evento en la cronología de Hardcore Justice. Como en las últimas dos ediciones, este evento no se llevó a cabo en pay-per-view (PPV) y en cambio fue presentado en una edición especial de la emisión semanal de Impact Wrestling.
- The Hardys (Matt & Jeff) & Davey Richards derrotaron a The Revolution (Abyss, Manik & Khoya) en un Street Fight.
  - Jeff cubrió a Abyss después de un "Twist of Fate" y un "Swanton Bomb".
- Kenny King derrotó a Rockstar Spud (c), Tigre Uno y Mandrews en un Ladder Match, ganando el Campeonato de la División X de la TNA.
  - King ganó la lucha después de descolgar el campeonato.
  - Durante la lucha, Homicide interfirió a favor de King.
- Taryn Terrell (con Jade & Marti Bell) derrotó a Brooke, reteniendo el Campeonato de Knockouts de la TNA.
  - Terrell cubrió a Brooke después de un "Taryn Cutter".
  - Durante la lucha, Jade y Bell interfirieron a favor de Terrell.
- Drew Galloway derrotó a Low Ki en un Pipe-on-a-Pole Match.
  - Galloway cubrió a Ki después de un "Future Shock" sobre una silla.
- Eric Young derrotó a Kurt Angle en un Stretcher Match.
  - Young ganó la lucha después de amarrar a Angle sobre una camilla luego de dos "Piledrivers".
  - El Campeonato Mundial Peso Pesado de la TNA de Angle no estuvo en juego.

### 2021
Impact Hardcore Justice 2021 tuvo lugar el 10 de abril del 2021 en el Skyway Studios en Nashville, Tennessee, debido a la pandemia de COVID-19. El evento fue transmitido en exclusiva a través de Impact Plus.
- Josh Alexander & Petey Williams derrotaron a TJP & Fallah Bahh y Ace Austin & Madman Fulton.
  - Alexander forzó a Bahh a rendirse con un «Ankle Lock».
- Shera derrotó a Hernández en un Chairly Legal Match.
  - Shera cubrió a Hernández después que Rohit Raju lo atacara con una silla.
- Doc Gallows (con Karl Anderson) derrotó a Black Taurus (con Crazzy Steve).
  - Gallows cubrió a Taurus después de un «Sitdown Chokeslam».
  - Durante la lucha, Anderson interfirió a favor de Gallows, mientras que Steve interfirió a favor de Taurus.
- Matt Cardona derrotó a Johnny Swinger en un Mystery Crate Match.
  - Cardona cubrió a Swinger después de un «Radio Silence».
- Sami Callihan derrotó a Sam Beale.
  - Callihan cubrió a Beale después de un «Cactus Draw».
- Jake Something derrotó a Brian Myres en un BlindGames Match.
  - Something cubrió a Myres después de un «Black Hole Slam».
- Tenille Dashwood (con Kaleb with a K) derrotó a Alisha, Rosemary, Havok, Su Yung y Jordynne Grace en un Weapons Match y ganó una oportunidad por el Campeonato de Knockouts de Impact.
  - Dashwood cubrió a Havok después de un «Vader Bomb» de Grace.
  - Durante la lucha, Kaleb interfirió a favor de Dashwood.
- Deonna Purrazzo derrotó a Jazz en un Old School Rules Title vs. Career Match y retuvo  el Campeonato de Knockouts de Impact.
  - Purrazzo cubrió a Jazz después de un «Queen's Gambit».
  - Como resultado, Jazz debió retirarse de la lucha libre profesional.
- Violent by Design (Eric Young, Deaner, Joe Doering & Rhino) derrotaron a Team Dreamer (Trey, Rich Swann, Eddie Edwards & Willie Mack) en un Hardcore War.
  - Young cubrió a Mack después de un «Reverse Piledriver».
  - Originalmente Tommy Dreamer iba a ser parte de la lucha, pero fue reemplazado por Trey debido a una lesión.